# جي بي إيبانيس-فان بيتيجم 2021
جي بي إيبانيس-فان بيتيجم 2021 (بالفرنسية: Primus Classic 2021)‏ هو سباق دراجات هوائية من فئة سباق يوم واحد، وهو الموسم رقم 10 من جي بي إيبانيس-فان بيتيجم، وأقيم في 18 سبتمبر 2021، وامتدّ لمسافة 197.7 كيلومتر، وهو أحد سباقات سلسلة سباقات الاتحاد الدولي للدراجات للمحترفين 2021.
فاز بالمركز الأول فلوريان سينيشال، وبالمركز الثاني توش فان دير ساندي، وبالمركز الثالث جاسبر ستوفين.

## الفرق
| فرق عالمية (11)- Deceuninck-Quick Step - AG2R Citroën Team - Bora-Hansgrohe - Cofidis - EF Education-Nippo - Intermarché-Wanty-Gobert Matériaux - Israel Start-Up Nation - Lotto Soudal - Team DSM - Qhubeka NextHash - Trek-Segafredo فرق برو (5)- Alpecin-Fenix - بنجوال دبليو بي 2021 ‏ - سبورت فلاندرين بالويس 2021 ‏ - Arkéa-Samsic - أونو اكس برو سايكلنج تيم 2021 ‏ فرق قارية (4)- Parkhotel Valkenburg CT ‏ - بيت سايكلنج 2021 ‏ - إيفوبرو ريسينغ 2021 ‏ - تارتيلتو-ايزوريكس 2021 ‏ |  |
| |  |

## التصنيف العام النهائي
| التصنيف العام         | التصنيف العام        | التصنيف العام | التصنيف العام    | التصنيف العام |
| العداء                | العداء               | البلد         | الفريق           | الوقت         |
| --------------------- | -------------------- | ------------- | ---------------- | ------------- |
| 1                     | فلوريان سينيشال      | فرنسا         | دكونيك كويك ستب  | 4 س 34 د 05 ث |
| 2                     | توش فان دير ساندي    | بلجيكا        | لوتو سودال       | + 0 ث         |
| 3                     | جاسبر ستوفين         | بلجيكا        | تريك سيغافريدو   | + 0 ث         |
| 4                     | ميكيل فروليش أونوريه | الدنمارك      | دكونيك كويك ستب  | + 0 ث         |
| 5                     | سيمون كلارك          | أستراليا      | Qhubeka NextHash | + 4 ث         |
| 6                     | يفيس لامارت          | بلجيكا        | دكونيك كويك ستب  | + 4 ث         |
| 7                     | زدينيك ستيبار        | التشيك        | دكونيك كويك ستب  | + 1 د 00 ث    |
| 8                     | ماثيو فان دير بيل    | هولندا        | Alpecin-Fenix    | + 1 د 00 ث    |
| 9                     | جياكومو نيزولو       | إيطاليا       | Qhubeka NextHash | + 1 د 00 ث    |
| 10                    | دافيد باليريني       | إيطاليا       | دكونيك كويك ستب  | + 1 د 00 ث    |
| مصدر: ProCyclingStats |                      |               |                  |               |

## وصلات خارجية
- الموقع الرسمي
- لمحة عن سباق جي بي إيبانيس-فان بيتيجم 2021 على موقع  ProCyclingStats   (برو  سايكلنج  ستاتس) - إحصاءات  محترفي  الدراجات.
- جي بي إيبانيس-فان بيتيجم 2021 على موقع إحصائيات الدراجات الإحترافية (الإنجليزية)